# كارول مورغان
كارول مورغان (3 أكتوبر 1947 – 20 يونيو 2018) هو ملاكم كندي راحل، مثّل بلاده في الألعاب الأولمبية الصيفية 1972.

## روابط خارجية
كارول مورغان على موقع اللجنة الأولمبية الدولية (الإنجليزية)
- كارول مورغان على موقع أوليمبيديا (الإنجليزية)